# هاله سویگازی
هاله سویگازی (انگلیسی: Hale Soygazi؛ زادهٔ ۲۱ سپتامبر ۱۹۵۰) بازیگر، و مدل (شخص) اهل ترکیه است. وی از سال ۱۹۷۲ میلادی تاکنون مشغول فعالیت بوده‌است.
از فیلم‌ها یا برنامه‌های تلویزیونی که وی در آن نقش داشته‌است می‌توان به سوت کاردشلر اشاره کرد.